# 사릉천
사릉천은 경기도 남양주시 호평동에서 발원해 경기도 남양주시 진건읍 진관리에서 왕숙천에 합류되는 남양주시의 지방하천이다. 하천연장은 10.6km이며 유로연장은 13.99km이다. 인근 관광지로는 사릉천의 어원이 된 사릉과 광해군의 묘소인 광해군묘가 있다. 사릉천 전 구간에 걸쳐 조성된 자전거 도로와 산책로 역시 남양주 지역의 관광명소로 알려져 있으며 사릉천의 상류구간은 구룡천 약대울천 등 다양한 지천이 있기도 한다.